# یانیه
یانیا یا یانیه نام یکی از ولایتهای امپراتوری عثمانی در خاک اروپا بود. این ناحیه امروزه شامل بخشی از کشورهای آلبانی و یونان در بالکان است. نام آن از این رو به‌صورت یانینا برگرفته از واژه یونان است. مردم آلبانی نیز از نژاد یونانی می‌باشند.